# PGC 2443853
LEDA/PGC 2443853 ist eine Galaxie im Sternbild Luchs am Nordsternhimmel, die schätzungsweise 325 Millionen Lichtjahre von der Milchstraße entfernt ist. Im selben Himmelsareal befindet sich u. a. die Galaxie NGC 2505.